# Mülmisch
Die Mülmisch ist ein 13,8 km langer, nordöstlicher und orografisch rechter Zufluss der Fulda im Werra-Meißner-Kreis, Landkreis Kassel und Schwalm-Eder-Kreis, Hessen (Deutschland).

## Name
Der schriftliche Erstbeleg stammt vermutlich von einer im 11. Jh. gefälschten Urkunde, die in das Jahr 786 datiert wird. Hierin wird ein Fluss als Milzisa genannt. Die erste sichere Nennung war im Jahr 1450 als Mülmische. Der Sprachwissenschaftler Albrecht Greule geht davon aus, dass die Mülmisch und die Trockene Mülmisch ursprünglich zwei verschiedene Namen besaßen (*Milzisa und *Milmiska). Der Name Mülmisch könnte sich von althochdeutsch melm für 'Staub' ableiten und Bezug auf die sandige Beschaffenheit des Flussbetts nehmen.

## Verlauf
Die Mülmisch entspringt im Westen des Werra-Meißner-Kreises im Nordwestteil des Melsunger Berglands und im Geo-Naturpark Frau-Holle-Land (Werratal.Meißner.Kaufunger Wald). Ihre Quelle liegt 1,25 km südöstlich des Dorfs Quentel, einem westlichen Stadtteil von Hessisch Lichtenau, auf der Nordwestflanke des Breitebergs (513,2 m ü. NHN), dem Westausläufer des Breiten Bergs (533,2 m), auf rund 435 m Höhe. Westlich vorbei führt der Waldweg Günsterbergstraße.
Anfangs fließt die Mülmisch, die überwiegend südwestwärts verläuft, etwa in Richtung Nordwesten nach Quentel; fortan bildet sie die Grenze des südöstlichen Melsunger Berglands zur nordwestlichen Söhre. Nach dem Durchfließen des Dorfs verläuft sie entlang der Landesstraße 3228 durch den Südostteil des Landkreises Kassel und dort durch das Dorf Eiterhagen, dem südlichsten Ortsteil von Söhrewald, wo der Wattenbach als längster Mülmisch-Zufluss einmündet. Südwestlich der Ortschaft befindet sich im Wald oberhalb des Bachs der Grüne See. Hiernach verlässt der Bach den Geo-Naturpark Frau-Holle-Land.
Anschließend erreicht die Mülmisch das im Nordteil des Schwalm-Eder-Kreises liegende Empfershausen, einem aus Ober- und Unter-Empfershausen bestehenden Gemeindeteil von Körle. Etwas unterhalb von Empfershausen unterquert sie die Schnellfahrstrecke Hannover–Würzburg, die auf der 870 m langen und 74 m hohen Mülmischtalbrücke über das Tal des Fließgewässers führt, und kurz darauf die Bundesstraße 83 und Bahnstrecke Bebra–Baunatal-Guntershausen.
Schließlich mündet die Mülmisch nordwestlich vom Dorf Röhrenfurth, einem nördlichen Stadtteil von Melsungen, und südöstlich des Kernorts von Körle auf rund 160 m Höhe in den dort von Süden kommenden, westlichen Weser-Quellfluss Fulda, in die in Körle die Trockene Mülmisch als nordwestlicher Mülmisch-Nachbarbach einfließt.

## Einzugsgebiet und Zuflüsse
Zu den Zuflüssen der Mülmisch, deren Einzugsgebiet 35,554 km² umfasst, gehören mit orografischer Zuordnung (l = linksseitig, r = rechtsseitig), Gewässerlänge, Mündungsort mit Mülmischbachkilometer und – wenn bekannt – Einzugsgebietsgröße (bachabwärts betrachtet)/:
- Näßbach (l, 2,6 km), oberhalb Eiterhagen (nahe km 7,55), 2,798 km²
- Wattenbach (r, 3,8 km), in Eiterhagen (nahe km 6,45), 6,725 km²
- Schliergraben (r, 2,7 km), unterhalb Eiterhagen (nahe km 4,85)
- Diebgraben (r, 0,8 km), oberhalb von Ober-Empfershausen (nahe km 3,75)
- Druselgraben (r, 0,9 km), in Ober-Empfershausen (nahe km 3,35)
- Riedbach (l, 2,1 km), in Unter-Empfershausen (bei km 2,3)